# Mike Angelo
Pirat Nitipaisalkul (tailandés: พิรัชต์ นิธิไพศาลกุล; Bangkok, 19 de diciembre de 1989) es un actor, cantante y modelo tailandés con ascendencia china más conocido como Mike Angelo.

## Biografía
Mike Angelo nació en Bangkok, Tailandia el 19 de diciembre de 1989. Procede de familiares con orígenes en China  por lo cual tiene nacionalidad tailandesa y china. Su nombre artístico "Mike" es en honor a su empresa familiar que se creó cuando él nació llamada 'Michel Angelo'. Tiene tres hermanos mayores Pisut "Sand", Piset "Bank" y el cantante Pichaya "Golf" Nitipaisalkul, también tiene una hermana menor Ploychompoo "Ying" Nitipaisalkul. Estudió en el Ruamreudee International School (RIS), así como en la Universidad Chulalongkorn y la Universidad Mahidol

## Carrera

### Predebut
En el año 2002, Mike audicionó en el proyecto del departamento de desarrollo de artistas de GMM Grammy en la primera generación de G-Junior. donde se entreno en canto, baile, actuación e idiomas. También obtuvo muchas apariciones en conciertos de GMM Grammy. Mike junto con otros miembros de G-Junior se unieron a J-Asean Pops Concert 2003 (10 de octubre) donde el concierto contó con artistas de Johnny's Entertainment, Hideaki Takizawa, Jimmy, KAT-TUN, Ya-Ya -Yah, ABC y Five.

### 2005–2010: Golf & Mike
En el 2005 se unió al grupo tailandés "Golf & Mike" en tailandés: กอล์ฟ-ไมค์), un dúo pop tailandés conformado por Mike y su hermano Pichaya "Golf" Nitipaisalkul, el cual estuvo bajo la compañía más grande de entretenimiento de Tailandia GMM Grammy. En octubre de 2005 con su álbum llamado "Golf-Mike". La canción dance-pop "Bounce" fue elegida para ser el primer sencillo promocional del álbum, y se convirtió en un gran éxito en Tailandia. Las otras pistas, "Ruang Lek Kaung Tur", "Ta Lok Dee", "Yah Len Bab Nee" y "Epilogue" también fueron ampliamente aceptadas en la industria. "Epilogue", una versión de los éxitos de Tackey y Tsubasa, fue un regalo de Johnny Kitagawa para su álbum debut. El grupo se disolvió en el 2010.

### 2006–2007: Kitty GYM
En junio de 2006, Golf & Mike fue galardonado con el premio al Mejor Artista Revelación del Canal [V] Thailand Music Video Awards 2006. Más tarde ese mes, se presentaron en Japón formando la primera unidad internacional de Johnny's Entertainment, Kitty GYM junto con la popular figura de J-pop , Tomohisa Yamashita. "GYM", significa Golf, Yamashita y Mike, respectivamente, con "Kitty" representando a los 4 Johnny's Jrs, Hiromitsu Kitayama (Kis-my-ft2), Kei Inoo (JJ Express, más tarde Hey! Say! JUMP), Shota Totsuka (ABC), y Hikaru Yaotome (Ya-Ya-Yah, más tarde Hey! Say! JUMP). GYM lanzó un sencillo, "Fever to Future" (フィーバーとフューチャー) como partidario oficial del Gran Premio Mundial de Voleibol Femenino. El sencillo ocupó el número 1 en la tabla de Oricon. Golf & Mike también se presentaron en 25 rondas del Concierto Jr Daibouken de Johnny.

### 2011–presente: Actor y debut en solitario como Mike D. Angelo
Luego de la disolución de Golf & Mike, decidió seguir en la actuación y como cantante solista.
El 1 de marzo de 2011, Mike D. Angelo lanzó oficialmente su nuevo sencillo en solitario, "AYO"
El 13 de marzo de 2018, Mike hace su debut en la industria musical china, utilizando el nombre Mike Angelo con 2 sencillos Speechless y We Were Dancing con versiones en diferentes idiomas en inglés y chino.
En febrero del 2012 se unió al elenco principal de la serie tailandesa Fated Heaven Fortune and Earth (también conocida como Likit Fah Cha Ta Din (ลิขิตฟ้าชะตาดิน)) donde dio vida a N'Din, un joven que se molesta rápidamente y que en su vida ha tenido todo: dinero, buena educación, enorme casa y padres, pero que también es un joven despreocupado y desobediente, hasta el final de la serie en abril del mismo año.
El 16 de noviembre del mismo año se unió al elenco principal de la serie tailandesa Holy Source (también conocida como Raak Boon (รากบุญ)) donde interpretó a Lapin "Ton", el director de una empresa funeraria que termina enamorándose de Jetiya "Jay" (Rasri Balenciaga) una interna embalsamadora, hasta el final de la serie el 8 de diciembre del mismo año.
En 2015 se unió al elenco principal de la serie china Wu Xin: The Monster Killer donde interpretó a Bai Liu Li, un esppiritu que cuida y protege al inmortal Wu Xin (Elvis Han) cuando este pasa por su largo sueño, donde se despierta y olvida su pasado.
En el 2016 se unió al elenco de la serie china Legend of Nine Tails Fox donde interpretó a Hu Si, un espíritu de zor
ro que tiene la tendencia de proponerle matrimonio a toda joven que ve por primera vez.
El 20 de abril del 2017 se unió al elenco recurrente de la película Mr. Pride vs Miss Prejudice donde dio vida a Jiang Hai, el exnovio de Tang Nan Nan (Dilraba Dilmurat).
El 16 de septiembre del mismo año apareció por primera vez como invitado en el programa chino Happy Camp donde participó junto a Xiong Ziqi, Huang Xuan, Mao Xiaotong, Zhong Chuxi, Miao Miao, Yang Caiyu y Li Xiaofeng. Posteriormente apareció nuevamente en el programa el 21 de abril del 2018 junto a Elvis Han, Ma Tianyu, Jing Boran y Liu Ruoying.
En el 2018 se unió como parte del elenco principal del programa chino Lipstick Prince junto a He Jiong, Roi (Qin Fen), Dai Jing Yao y Fei Qi Ming.
El 5 de septiembre del mismo año se unió al elenco principal de la serie china Mr. Swimmer donde dio vida a Bai Yan Ze, un joven prodigio en la natación, hasta el final de la serie el 19 de octubre del mismo año.

### 2018–presente: Debut en Hollywood
En 2018 firma su contrato con CAA (Creative Artists Agency) para comenzar a preparar su debut en Hollywood
En 2019 se confirma su participación en la próxima película de Renny Harlin The Misfits en el papel de Wick

## Vida personal
Salió con la modelo Sarah Casinghini, sin embargo la relación terminó. Después de terminar Sarah anunció que estaba esperando un hijo de Mike, y el 14 de julio del 2014 nació Maxwell.

## Filmografía

### Series de televisión
| Año         | Título                         | Personaje                    | Notas           |
| ----------- | ------------------------------ | ---------------------------- | --------------- |
| 2019        | My Amazing Boyfriend 2         | Xue Ling Qiao                | 38 episodios    |
| 2018        | Mr. Swimmer                    | Bai Yan Ze                   | 46 episodios    |
| 2017        | Delicious Destiny              | Li Yuzhe                     | 53 episodios    |
| 2017        | Wu Xin: The Monster Killer 2   | Bai Liu Li                   | 27 episodios    |
| 2017        | Little Valentine               | Gong Yan                     |                 |
| 2016        | My Little Princess             | Jiang Nian Yu                | 16 episodios    |
| 2015        | Legend of Nine Tails Fox       | Hu Si / Gu Yue               | 32 episodios    |
| 2015        | Devil Lover                    | Khenta                       | rol de invitado |
| 2015        | Kiss Me                        | Tenten                       | 20 episodios    |
| 2015        | Wu Xin: The Monster Killer     | Bai Liu Li                   | 20 episodios    |
| 2015        | Hua Jai Patapee                | Purich                       | 12 episodios    |
| 2012, 2014  | Holy Source                    | Lapin "Ton"                  | 22 episodios    |
| 2014        | Maya Nangfah                   | Ramil                        |                 |
| 2014        | Full House                     | Mike / Thawin Kanjanachairot | 20 episodios    |
| 2013        | Fated Heaven Fortune and Earth | Kritpaidin "N'Din"           | 35 episodios    |
| 2008 - 2009 | Love Beyond Frontier           | Mike                         | 51 episodios    |

### Películas
| Año  | Título                         | Personaje        | Notas                                                                           |
| ---- | ------------------------------ | ---------------- | ------------------------------------------------------------------------------- |
| 2022 | The One Hundred                | Leo              |                                                                                 |
| 2021 | The Misfits                    | Wick             | junto a Pierce Brosnan, Jamie Chung, Hermione Corfield y Nick Cannon            |
| 2017 | The House That Never Dies 2    | Raymond          |                                                                                 |
| 2017 | Mr. Pride vs Miss Prejudice    | Jiang Hai        | junto a Dilraba Dilmurat, Leon Zhang, Vengo Gao y Ma Weiwei                     |
| 2015 | Surprise                       | Zhu Ba Jie "Pig" | junto a Bai Ke, Yang Zishan, Ma Tianyu, Chen Bolin, Liu Xunzimo y Qiao Renliang |
| 2013 | Hashima Project                | Nick             | junto a Sushar Manaying, Alexander Rendell y Apinya Sakuljaroensuk              |
| 2012 | Love in the Water              | Xiao Le          |                                                                                 |
| 2010 | Eternity (Chua Fah Din Sa Rai) | Embajador        |                                                                                 |

### Programa de televisión
| Año        | Programa                                  | Notas    |
| ---------- | ----------------------------------------- | -------- |
| 2024       | Chuang Asia: Thailand                     | mentor   |
| 2022       | New School Breakin                        | invitado |
| 2022       | Meet Rosy Clouds                          | invitado |
| 2022       | Hit Practice Room                         | invitado |
| 2022       | Call Me by Fire Season 2                  | miembro  |
| 2018, 2019 | Lipstick Prince Lipstick Prince: Season 2 | miembro  |
| 2019       | Day Day Up                                | invitado |
| 2018       | Super Nova Games Season 1                 | miembro  |
| 2018       | Idol Hits                                 | invitado |
| 2017, 2018 | Happy Camp                                | invitado |
| 2017       | Chinese Restaurant S1                     | invitado |

### Revistas
| Año  | Título                 | Notas |
| ---- | ---------------------- | ----- |
| 2019 | Starbox Young Magazine |       |

### Anuncios
| Año  | Comerciales                                         | Notas          |
| ---- | --------------------------------------------------- | -------------- |
| 2006 | 12PLUS CUTIE                                        | (polvo facial) |
| 2006 | YAMAHA FINO                                         | (motocicleta)  |
| 2007 | Save The World                                      |                |
| 2007 | True Corporation                                    |                |
| 2007 | iKeyclub.com                                        |                |
| 2007 | MY STYLE MY FINO                                    | (motocicleta)  |
| 2008 | PURIKU                                              | (té de frutas) |
| 2008 | i-mobile 625                                        |                |
| 2008 | i-mobile TV 626                                     |                |
| 2008 | YAMAHA NEW FINO 2008                                | (motocicleta)  |
| 2019 | Est Cola                                            |                |
| 2013 | SWENSEN'S冰淇淋                                     |                |
| 2014 | Corolla Altis ESport                                |                |
| 2015 | Corolla Altis ESport Nurburgring Edition            |                |
| 2016 | Corolla Altis ESport and ESport nürburgring Edition |                |
| 2018 | Mistine                                             |                |

## Discografía

### Sencillos
- 2011: AYO (Primer álbum de Mike)
- 2012: ละเลย (Primer álbum de Mike)
- 2013: เพียงชายคนนี้ ไม่ใช่ผู้วิเศษ - Mike (ไมค์ พิรัชต์) (OST. รากบุญ)
- 2013: Break You Off Tonight - Mike D.Angelo (ไมค์ พิรัชต์) (OST. Full House วุ่นนัก รักเต็มบ้าน)
- 2013: Oh Baby I - Mike D.Angelo (ไมค์ พิรัชต์) feat.ออม สุชาร์ (OST. Full House วุ่นนัก รักเต็มบ้าน)
- 2014: ให้ฉันได้เป็นผู้ชายที่จะรักเธอ - Mike D.Angelo (ไมค์ พิรัชต์) (OST. Full House วุ่นนัก รักเต็มบ้าน)
- 2014: จากนี้ - Mike (ไมค์ พิรัชต์) (OST. รากบุญ ตอน รอยรักแรงมาร)
- 2014: ได้แต่คิดถึง - Mike (ไมค์ พิรัชต์) (OST. มายานางฟ้า)
- 2014: New Beginning  - Mike D. Angelo
- 2015: Take You to the Moon  - Mike D. Angelo
- 2015: Kiss Me - Mike D.Angelo (ไมค์ พิรัชต์) feat.ออม สุชาร์ (OST. Kiss Me)
- 2017: 遥远的承诺 version solo (OST. Delicious Destiny) - Mike D. Angelo
- 2017: Together Forever (OST. Mr. Swimmer) - Mike D. Angelo
- 2018: Speechless - Mike Angelo
- 2018: 你在我心中 - Mike Angelo
- 2018: We Were Dancing - Mike Angelo
- 2018: 和我跳舞 - Mike Angelo
- 2018: Love Battle - Mike Angelo
- 2018: Everyday (OST. Mr. Swimmer)- Mike Angelo

## Premios y nominaciones
| Año  | Categoría          | Premio                    | Trabajo                        | Resultado |
| ---- | ------------------ | ------------------------- | ------------------------------ | --------- |
| 2013 | Best leading Actor | Mekala Award              | Fated Heaven Fortune and Earth | Ganó      |
| 2012 | Actor Risning Star | Daradaily The Great Award | Holy Source                    | Ganó      |